# Office central de répression de la cybercriminalité
L'Office Central de Répression de la Cybercriminalité en abrégé OCRC est une structure nationale de lutte contre les infractions cybernétiques créée à la Direction Générale de la Police Nationale conformément à la loi n° 2013-213 du 3 mai 2013. À sa tête se trouve Donatien Sokou Commissaire de police de première classe,,.

## Missions et attributions
L'Office central de Répression de la cybercriminalité a pour missions,,:
- de veiller à la prise de mesures préventives contre la cybercriminalité ;
- d'effectuer conformément au code de procédure pénale les enquêtes sur les infractions visant ou utilisant les systèmes informatiques ainsi que les modes de traitement, de stockage et de communication de l'information ;
- d'apporter son concours technique aux autres services de sécurité à l'occasion des enquêtes en cours nécessitant ses compétences techniques ou son expertise ;
- d'assurer en liaison avec les services compétents, les actions de formation et d'information visant à renforcer les capacités opérationnelles des agents de tous les services concourant à la lutte contre ce fléau ;
- d'effectuer à titre préventif des contrôles périodiques dans les centres de cybercafé pour s'assurer de la légalité des activités qui y sont menées.

## Organisation et fonctionnement
L'Office Central de Répression de la Cybercriminalité est composé,:
- d'un (01) secrétariat administratif ;
- d'un service de la prévention et des opérations ;
- d'un service des enquêtes judiciaires ;
- d'un service de l'informatique et de l'analyse des données.

Placé sous l'autorité du directeur central de la police judiciaire, l'OCRC a une compétence nationale. Des antennes de I'OCRC sont implantées dans toutes les Préfectures et directions départementales de la police nationale. Il collabore également avec toutes les administrations publiques ou privées qui sollicitent son assistance technique ou son expertise pour se mettre à l'abri des méfaits des cybercriminels.
Une équipe de l'OCRC s'installe bientôt dans le département du Borgou, précisément à Parakou, et va siéger dans l’enceinte de la direction départementale de la police républicaine du Borgou,,.

## Siège
Le siège de l'OCRC se situe à Cotonou dans les locaux de la Direction Générale de la Police Républicaine.